# Estigmene normalis
Estigmene normalis là một loài bướm đêm thuộc phân họ Arctiinae, họ Erebidae.